# رايموند دوراند (سائق رالي)
رايموند دوراند (بالفرنسية: Raymond Durand)‏ هو سائق رالي فرنسي، ولد في 8 يوليو 1952 في غب بروانس آلب كوت دازور في فرنسا.